# Kroksjön (Stora Lundby socken, Västergötland, 642267-129215)
Kroksjön är en sjö i Lerums kommun i Västergötland och ingår i Göta älvs huvudavrinningsområde.